# Кораци кроз магле
„Кораци кроз магле“ је југословенски филм из 1967. године. Режирао га је Жорж Скригин, а сценарио су писали Михајло Реновчевић и Бранко Савић.

## Радња
После покушаја пробоја непријатељског обруча, од чете партизана су остала три рањеника и два здрава борца.
Анализирајући сопствени неуспех, есесовски капетан двогледом прати напоре преживелих партизана да се прикључе својој бригади...
Коначно схвата да је тајна свих његових неуспеха - морал непозната снага противника.

## Улоге
| Глумац            | Улога                 |
| ----------------- | --------------------- |
| Хусеин Чокић      | Гаврилка              |
| Бора Тодоровић    | Мурђа                 |
| Милан Срдоч       | Мишко                 |
| Воја Мирић        | Капетан Андрeас Келер |
| Танасије Узуновић | Вигња                 |
| Никола Симић      | Чапурка               |
| Милан Панић       | Немачки поручник      |